# Caps lock

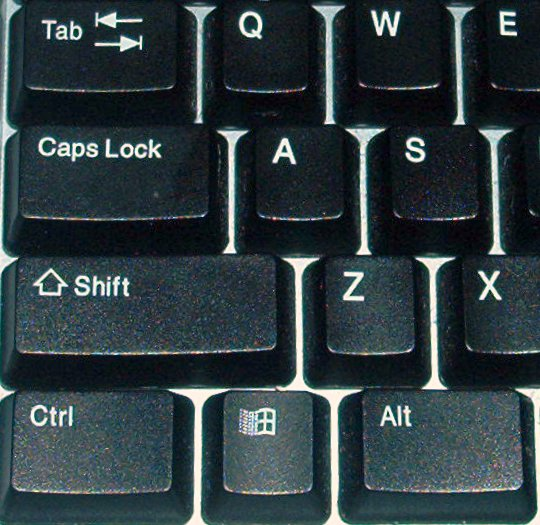
Versallåstangenten (vanligen skrivet som Caps lock på PC-tangentbord) är oftast placerad strax under tabb-tangenten, ovanför skift-tangenten, på tangentbordets vänstra sida.

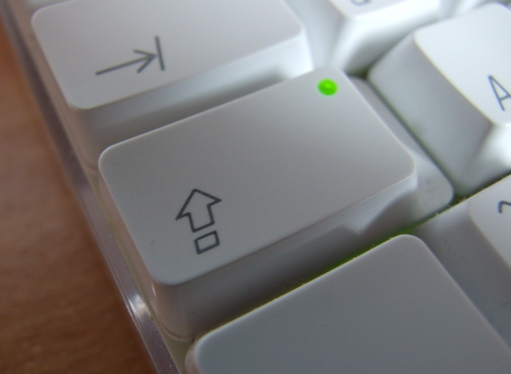
Versallås på ett Apple-tangentbord indikeras enbart med en pil uppåt. Den gröna lysdioden indikerar att versallås är aktiverat.

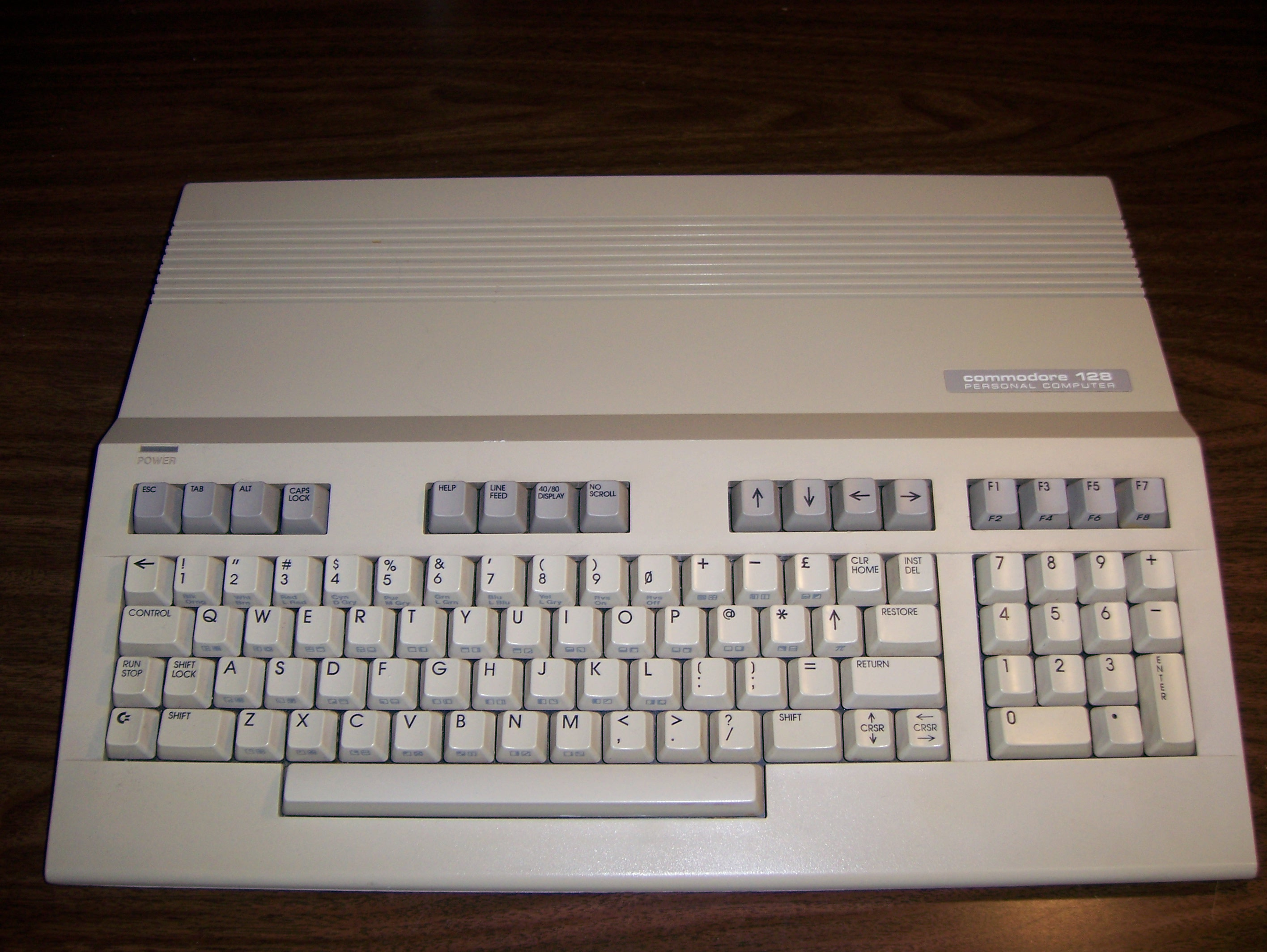
Hemdatorn Commodore 128 med både versallås (caps lock) och skiftlås (shift lock).

Versallås (efter engelskans Caps Lock, där caps är en förkortning av capitals – versaler), ibland även kallad skiftlås, är en tangent på de flesta tangentbord. Den är placerad över skift- och under tab-tangenten. Versallås används för att, om den är aktiverad, byta skiftläge permanent för bokstavstangenter, till skillnad från skifttangenten som enbart byter skiftläge medan den är nedtryckt. Därmed blir bokstäver versala istället för gemena. 
På engelska skiljer man på caps lock och shift lock, och i synnerhet förr var det vanligt att även på svenska skilja på versallås respektive skiftlås, där den förra funktionen (som vanligen används med datorers tangentbord) enbart påverkar bokstavtangenter, och den senare även inverkar på övriga tecken. På mekaniska skrivmaskiner utgjorde skiftlås en mekanisk låsning av skifttangenten i nedtryckt läge, och därmed av skrivmaskinens vals i upphöjt läge så att typernas övre tecken (versaler och specialtecken) nådde valsen istället för de nedre tecknen (gemener, siffror och andra specialtecken). Moderna datortangentbord saknar "shift lock"-tangent, och därför används idag det kortare svenska begreppet skiftlås i många sammanhang som synonym till caps lock, bland annat av Svenska datatermgruppen. På en del terminaler och i X Window System kan man välja vilkendera av funktionerna som önskas.
Versallås inaktiveras antingen med skiftknappen eller genom att trycka på versallås igen. Versallås och skift kombinerat ger ofta gemen bokstav. På vissa virtuella tangentbord och enklare tangentbord saknas ofta en särskild tangent för versallås, utan funktionen åstadkommes då vanligen genom att dubbelklicka på skifttangenten.